# Ганнес Райнмайр
Ганнес Райнмайр (нім. Hannes Reinmayr, нар. 23 серпня 1969, Відень) — австрійський футболіст, що грав на позиції нападника.
Виступав, зокрема, за клуб «Штурм» (Грац), а також національну збірну Австрії.

## Клубна кар'єра
У дорослому футболі дебютував 1991 року виступами за команду клубу «Лінц», в якій провів один сезон, взявши участь у 32 матчах чемпіонату. 
Згодом з 1992 по 1995 рік грав у Німеччині у складі команд клубів «Дуйсбург» та «Баєр Юрдінген».
Своєю грою за останню команду привернув увагу представників тренерського штабу клубу «Штурм» (Грац), до складу якого приєднався 1995 року. Відіграв за команду з Граца наступні сім сезонів своєї ігрової кар'єри. Більшість часу, проведеного у складі «Штурма», був основним гравцем атакувальної ланки команди. Допоміг команді двічі перемогти в чемпіонаті Австрії та тричі вибороти національний кубок.
Протягом 2002—2003 років грав за німецький «Саарбрюкен» та австрійський «Маттерсбург», в останньому з яких і завершив професійну футбольну кар'єру.

## Виступи за збірну
1993 року дебютував в офіційних матчах у складі національної збірної Австрії. Протягом кар'єри у національній команді, яка тривала 7 років, провів у формі головної команди країни лише 14 матчів, забивши 4 голи.
У складі збірної був учасником чемпіонату світу 1998 року у Франції.

## Титули і досягнення
- Чемпіон Австрії (2):

«Штурм» (Грац): 1997-98, 1998-99
- Володар Кубка Австрії (3):

«Штурм» (Грац): 1995-96, 1996-97, 1998-99
- Володар Суперкубка Австрії (3):

«Штурм» (Грац): 1996, 1998, 1999